# Johann von Planta

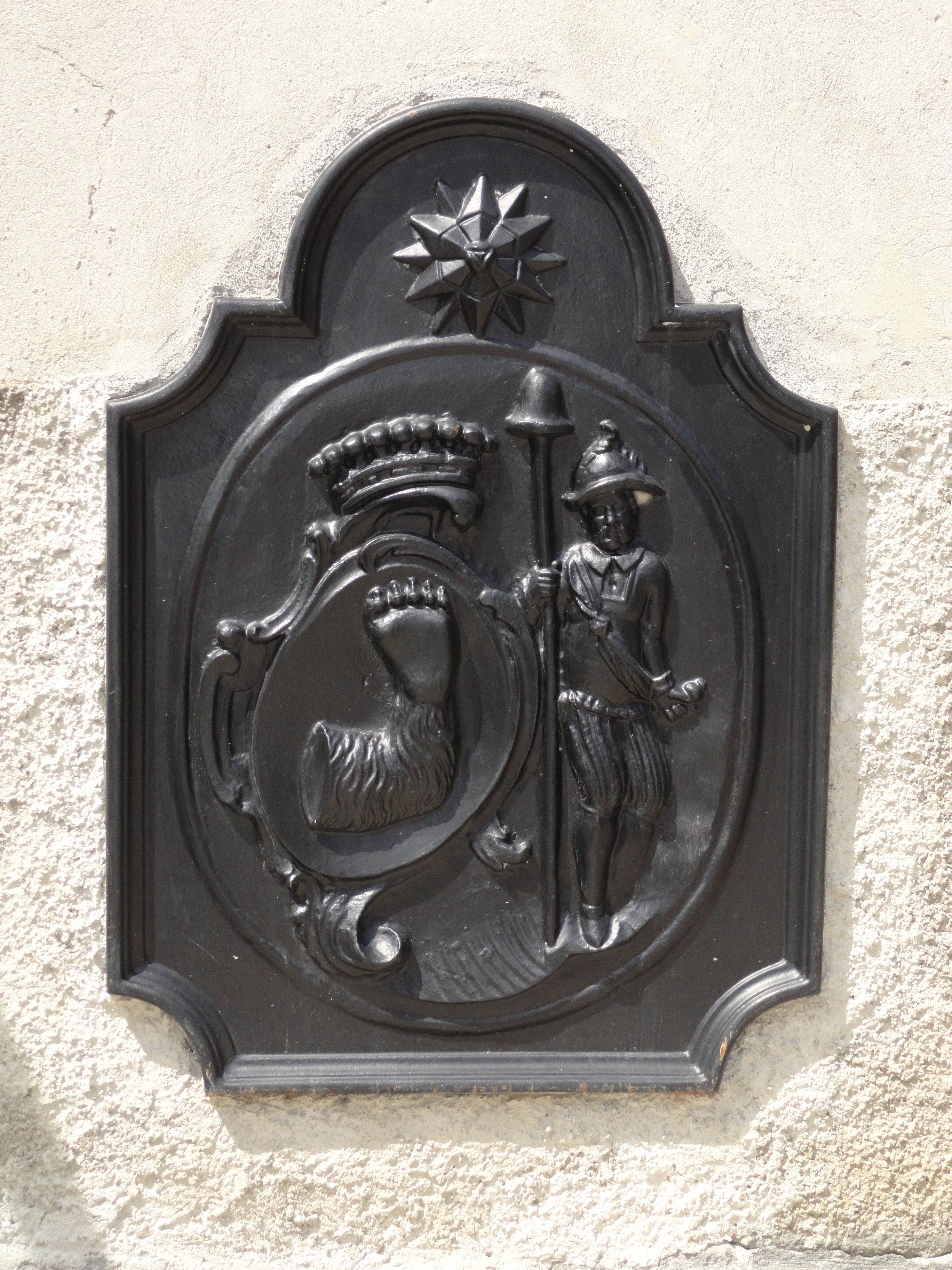
Plantawappen mit der Bärentatze (am Tuor Planta in Susch)

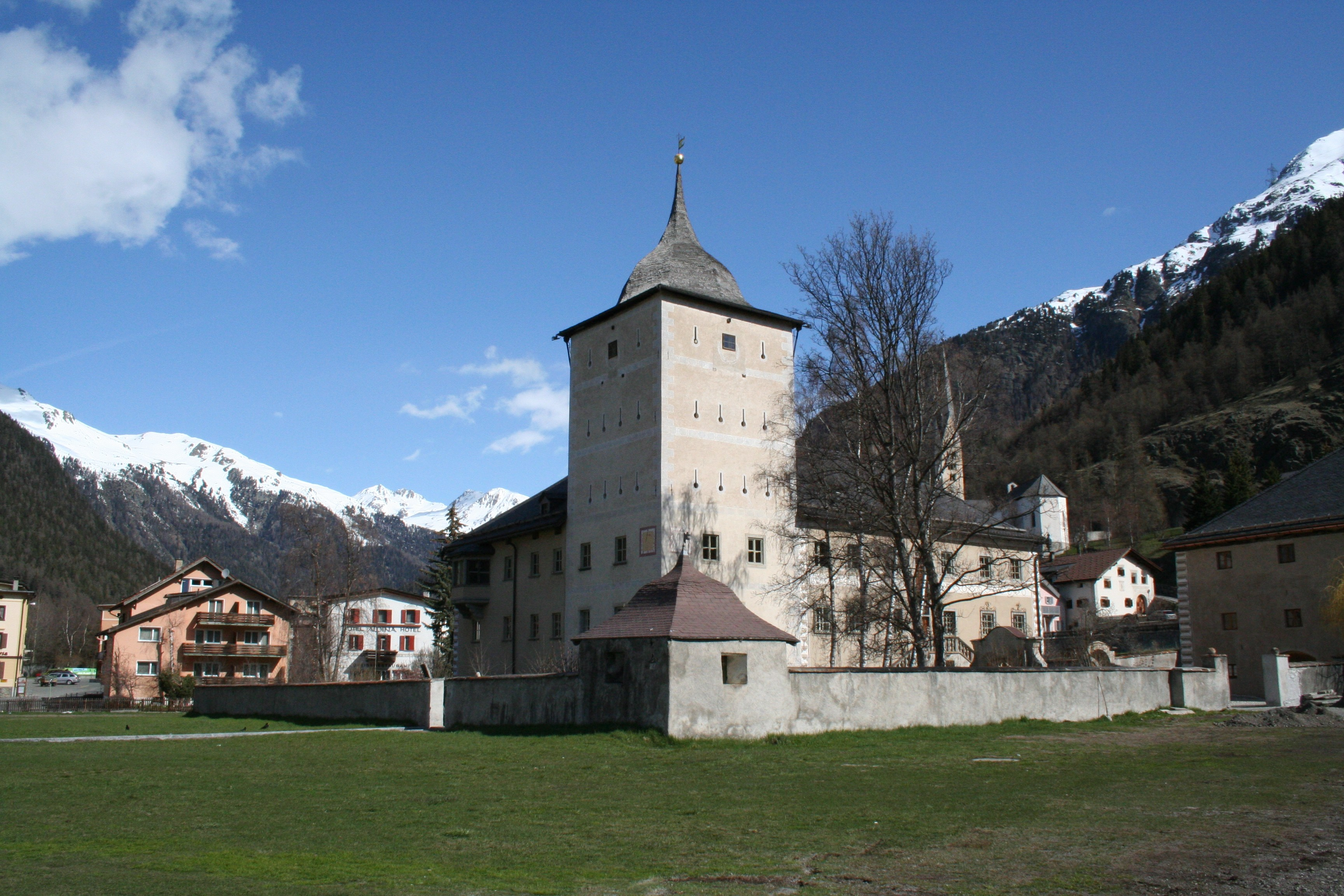
Schloss Wildenberg-Planta. Johann bewohnte die Burg seit 1645 und liess sie ausbauen.

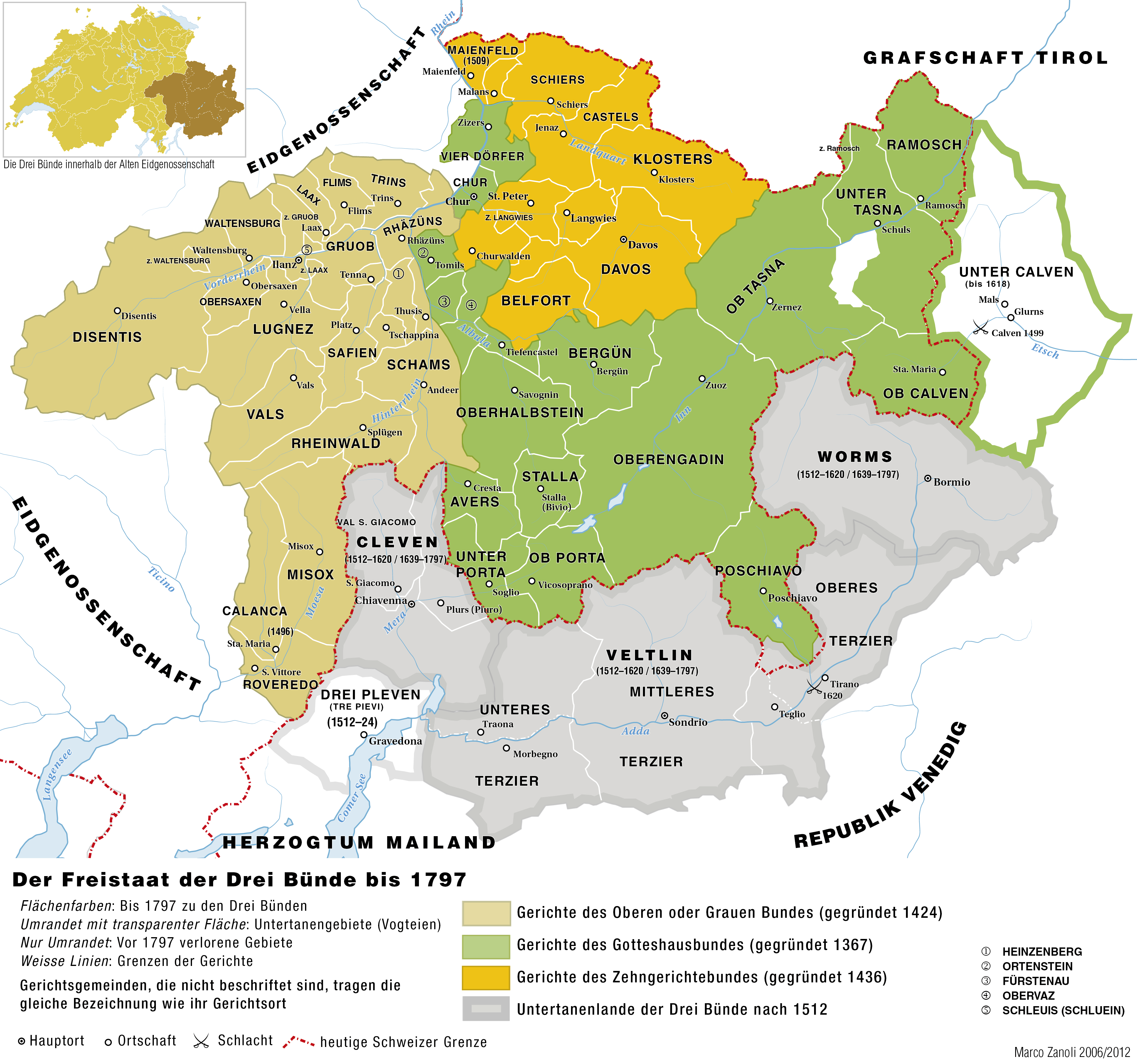
Historische Karte zu den Drei Bünden (Republica da las Trais Lias)

Johann von Planta (* um 1500; † 31. März 1572 in Chur) war ein Familienmitglied der Adelsfamilie der Planta (Wildenberg) aus dem Unterengadin in der heutigen Schweiz. Zu seinen Lebzeiten galt er als einer der reichsten und einflussreichsten Persönlichkeiten in der Republik der Drei Bünde (La Republica da las Trais Lias). Er war mehrmals Landeshauptmann im Veltlin, einem Untertanengebiet der Republik. Auch setzte er sich massgeblich für den Loskauf der Unterengadiner Ortschaften von der habsburgischen Herrschaft ein, welcher 1652 vollzogen wurde. Am 31. März 1572 wurde er von einem Strafgericht in Chur zum Tode verurteilt und mit einem Schwert enthauptet. Dies geschah trotz Protesten vonseiten der Republik und den verbündeten Eidgenossen. Nach seinem Tod beschloss der Bundstag (Dieta da las Lias) den Dreisieglerbrief.

## Leben
Über das Leben von Johann von Planta ist recht wenig bekannt. Er war ein Sohn des Conrad Peter von Planta und einer Anna Maria ebenfalls aus der Familie der Planta. Er hatte zwei Brüder Balthasar und
Konradin. Er war mit Anna Flandrina Tonina verheiratet. Er besass einen Doktor beider Rechte, also war sowohl im zivilen Recht (Corpus iuris civilis) als auch im kirchlichen Recht (Corpus iuris canonici) gebildet. Von 1547 bis 1569 belegte er politische Ämter im Veltlin. Das Veltlin war von 1512 bis 1797 ein Untertanengebiet der Republik im nördlichen Italien. Von 1553 bis 1555 sowie von 1567 bis 1569 war er Landeshauptmann der Bündner Besitzungen in Italien, nachdem er davor schon als Podestà dort tätig gewesen war. 1558 wurde er Pfandinhaber von Burg und Herrschaft Rhäzüns, welches sich formell im Herrschaftsbereich der Habsburger befand. Die Kosten beliefen sich auf 14 000 Gulden. Zur Herrschaft gehörten damals die Gemeinden Rhäzüns, Bonaduz, Ems, Felsberg, außerdem die Gerichte Tenna und Obersaxen. Doch der Erwerb war mit Problemen behaftet. 1560 weigerten sich die Untertanen, ihm zu huldigen. Es kam zu einem Gerichtsverfahren unter der Leitung des Richters Martin Cabalzar in Ilanz. Johann von Planta befand sich in einer schwierigen Situation. Einerseits war die Herrschaft die Letzte übrig gebliebene feudale Herrschaft innerhalb des Grauen Bundes. Er musste eigentlich seinen Untertanen Zugeständnisse machen im Sinne der Ilanzer Artikel. Anderseits konnten die Habsburger ihm das Lehen jederzeit wieder entziehen, wenn er allzu grosse Zugeständnisse an die Bevölkerung machte. Das Schiedsgericht gab Johann von Planta im Endeffekt Recht und die Untertanen mussten den Zehnten an ihn entrichten und ihm huldigen. Das Gerichtsurteil führte aber zu einem Hass der Untertanen auf ihren Herrscher. Sie rächten sich 1572 an ihm. 1568 kaufte er von den Freiherren von Hewen die Herrschaft Hohentrins, zu der die Dörfer Trins, Tamins und Reichenau gehörten, für 5 000 Gulden. Er kontrollierte die Bergwerke im Ober- und im Unterengadin. Seit 1545 bewohnte er das Schloss Wildenberg in Zuoz in der Landschaft La Plaiv.
Obwohl Philipp Gallicius im Engadin die Reformation eingeführt hatte und seine Herrschaften sich mehrheitlich dem neuen Glauben angeschlossen, blieb Johann von Planta seinem alten Glauben treu. Und das sicherlich nicht nur aus edlen Motiven. Die Ermächtigung von Papst Pius V., die von den Reformierten beschlagnahmten Kirchengüter in der Republik wieder der Kirche zuzuführen, nutzte er aus. Mit dieser päpstlichen Bulle aus dem Februar 1571 ermächtigte Johann von Planta «dass er alle Benefizien der katholischen Kirche, die ihr durch Häretiker entfremdet worden waren, wieder erlangen könne und zwar in beiden Bisthümern Chur und Como» So beschlagnahmte er 1571 die Probstei in Teglio im Untertanenland. Diese und andere Ereignisse erzürnten seine Untertanen im Gebiet von Chur, sodass diese ein Strafgericht gegen ihn organisierten. Die Anklage lautete auf Hochverrat gegen die Drei Bünde. Er würde mit solchen Aktivitäten die Einheit der Republik gefährden. Auch der Bundstag beschäftigte sich mit der Bulle des Papstes. Gerüchte kursierten Johann von Planta hätte sich mit Österreich verbunden und ein Heerführer stehe bereit, mit 8 — 10 000 Mann in den Drei Bünden einzufallen. Unter Folter gestand Johann von Planta «Er habe im Sinne gehabt, fremde Hülfe anzurufen». Später widerrief er trotz weiterer Folterungen sein Geständnis. Das Strafgericht endete mit seiner Enthauptung am 31. März 1572 in Chur.